# Gotham Award/Beste Hauptrolle

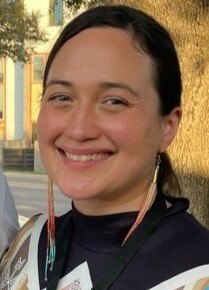
Preisträgerin 2023: Lily Gladstone für The Unknown Country

Der Gotham Award in der Kategorie Beste Hauptrolle (Outstanding Lead Performance) wird seit 2021 vergeben. Zuvor waren Schauspieler in den nicht genderneutralen Kategorien Bester Darsteller und Beste Darstellerin geehrt worden.
Die Regularien sehen vor, dass der zu nominierende Part im Film als Hauptrolle oder Co-Hauptrolle angelegt ist. Ein Nominierungsausschuss entscheidet über die Berücksichtigung von bis zu zehn Schauspielerinnen und Schauspielern. Über die finale Preisvergabe entscheidet eine eigens eingesetzte Jury. Diese hat auch die Möglichkeit, mehr als nur einen Preis zu vergeben, wovon im ersten Jahr Gebrauch gemacht wurde.

## Preisträger
2021
Olivia Colman – Frau im Dunkeln (The Lost Daughter) 

Frankie Faison – The Killing of Kenneth Chamberlain
- nominiert:
  - Michael Greyeyes – Wild Indian
  - Brittany S. Hall – Test Pattern
  - Oscar Isaac – The Card Counter
  - Taylour Paige – Zola
  - Joaquin Phoenix – Come on, Come on (C’mon C’mon)
  - Simon Rex – Red Rocket
  - Lili Taylor – Paper Spiders
  - Tessa Thompson – Seitenwechsel (Passing)

2022
Danielle Deadwyler – Till – Kampf um die Wahrheit (Till)
- nominiert:
  - Cate Blanchett – Tár
  - Dale Dickey – A Love Song
  - Colin Farrell – After Yang
  - Brendan Fraser – The Whale
  - Paul Mescal – Aftersun
  - Thandiwe Newton – God’s Country
  - Aubrey Plaza – Emily the Criminal
  - Taylor Russell – Bones and All
  - Michelle Yeoh – Everything Everywhere All at Once

2023
Lily Gladstone – The Unknown Country
- nominiert:
  - Aunjanue Ellis Taylor – Origin
  - Greta Lee – Past Lives – In einem anderen Leben (Past Lives)
  - Franz Rogowski – Passages
  - Babetida Sadjo – Our Father, the Devil
  - Andrew Scott – All of Us Strangers
  - Cailee Spaeny – Priscilla
  - Teyana Taylor – A Thousand and One
  - Michelle Williams – Showing Up
  - Jeffrey Wright – Amerikanische Fiktion (American Fiction)

2024
- nominiert:
  - Pamela Anderson – The Last Showgirl
  - Adrien Brody – The Brutalist
  - Colman Domingo – Sing Sing
  - Marianne Jean-Baptiste – Hard Truths
  - Nicole Kidman – Babygirl
  - Keith Kupferer – Ghostlight
  - Mikey Madison – Anora
  - Demi Moore – The Substance
  - Saoirse Ronan – The Outrun
  - Justice Smith – I Saw the TV Glow